# Tipulodina cantonensis
Tipulodina cantonensis är en tvåvingeart som först beskrevs av Alexander 1938.  Tipulodina cantonensis ingår i släktet Tipulodina och familjen storharkrankar. Inga underarter finns listade i Catalogue of Life.